# 2012
|  | Per a altres significats, vegeu «2012 (pel·lícula)». |

L'any 2012 fou un any de traspàs començat en diumenge. En el calendari gregorià és el 2012è any de l'era comuna o de l'era cristiana, l'11è any del tercer mil·lenni i del segle xxi, i el 3r any de la dècada del 2010.
Coincideix amb l'últim any computat del compte llarg vigent durant els últims mil·lennis pel Calendari maia i que s'acaba el 21 o el 23 de desembre del 2012 a les 12 del migdia.

## Esdeveniments
Aquests son esdeveniments del 2012

Gener
- 1 de gener: 
  - Entra en vigor la prohibició de les curses de braus a Catalunya.
  - Dinamarca pren la presidència de torn de la Unió Europea, succeint Polònia.
  - Els Estats Units prenen la presidència de torn del G8.
  - Saint-Barthélemy (Antilles) abandona el seu estatus de regió ultraperifèrica de la Unió Europea i s'uneix a les regions d'ultramar.
  - Guimarães i Maribor es converteixen en Capital Europea de la Cultura.
- Del 13 de gener al 22 de gener: Primers Jocs Olímpics d'Hivern de la Joventut a Innsbruck, Àustria.
- Del 21 de gener al 12 de febrer: Copa d'Àfrica de Nacions 2012 de futbol.
- 29 de gener: Eleccions presidencials a Finlàndia.
- 31 de gener: (433) Eros, el segon objecte proper a la Terra més gran en seguiment (mesura 13 x 13 x 33 quilòmetres) passà a 0,1790 unitats astronòmiques (26.780.000 quilòmetres, 16.640.000 milles) de la Terra.[1] La NASA estudia Eros amb la sonda NEAR Shoemaker llançada el 17 de febrer de 1996.

Febrer
- 29 de febrer: Vaga general d'universitats per a denunciar la transformació estructural de la universitat, que posa en suspens el dret a l'educació pública de les properes generacions i per a demanar un ensenyament públic i de qualitat.

Març
- 4 de març: Eleccions presidencials a Rússia.[2]
- 10 de març: Se celebra l'assemblea constituent de l'ANC al Palau Sant Jordi de Barcelona.[3]
- 28 de març, Barcelona, Catalunya: Es presenta públicament el primer mapa digital mundial sobre l'art, la creació i el patrimoni històric i cultural situat a l'espai públic: Wikiartmap, a l'Arts Santa Mònica amb els primers 8.000 continguts.
- 29 de març: Vaga general a Espanya contra la reforma laboral per decret llei del govern de Mariano Rajoy

Abril
- 23 d'abril: Yerevan a Armènia és la Capital Mundial del Llibre.[4]
- 26 d'abril: Llançament de la versió 12.04 LTS del sistema operatiu Ubuntu.
- Grècia: La revista grega Hot doc propietat del periodista grec Kostas Vaxevanis publica una llista amb 2.059 presumptes evasors fiscals grecs atribuïda a Christine Lagarde quan era ministra d'economia del govern francès, i ocultada pel govern grec. Vaxevanis és detingut per la policia del seu país jutjat i absolt (11 de novembre) per la justícia grega de violació de dades personals.[5]

Maig
- Del 12 de maig al 12 d'agost: Exposició Internacional 2012 a Yeosu, Corea del Sud
- Neix la revista digital argentina de cròniques i relats de no-ficció Anfibia
- 16 de maig:
  - Inici del judici contra Ratko Mladić pel Tribunal Penal Internacional per a l'antiga Iugoslàvia per presumptes crims contra la humanitat.
  - Eleccions presidencials a la República Dominicana.[6]
- 20 de maig: Eclipsi solar anular visible des del nord de la Xina, i a través de l'oceà Pacífic fins a Califòrnia, EUA.[7]

Juny
- Del 4 de juny al 6 de juny, Rio de Janeiro, Brasil: Conferència de Nacions Unides sobre Desenvolupament Sostenible Rio+20
- 6 de juny: Segon i darrer trànsit del planeta Venus al segle xxi. El proper està previst els anys 2117 i 2125.
- Del 8 de juny a l'1 de juliol: Eurocopa 2012 a Polònia i Ucraïna, que guanyà la Selecció de futbol d'Espanya per segon cop consecutiu.
- Del 9 de juny al 10 de juny: XVII Ciutat Gegantera de Catalunya celebrada a Masquefa (Anoia).
- Del 18 de juny al 23 de juny: Conferència Centenari de Turing a la Universitat de Cambridge en honor del matemàtic, científic informàtic i criptògraf Alan Turing, complint-se el dia de cloenda de la conferència el centenari del seu naixement.

Juliol
- 1 de juliol: 
  - Xipre pren la presidència de torn de la Unió Europea, succeint a Dinamarca.
  - Eleccions presidencials a Mèxic.
- 4 de juliol - Ginebra (Suïssa): S'anuncia des de la seu del CERN, en retransmissió directa al si de la conferència ICHEP 2012, el descobriment d'una nova partícula, de massa al voltant dels 125 GeV, i compatible amb el bosó de Higgs. Joseph Incandela va ser qui va anunciar la descoberta.
- 10 de juliol: Cinquè Centenari de la conquesta de Navarra
- 23 de juliol: Dos incendis afecten l'Alt Empordà.
- Del 27 de juliol al 12 d'agost: Jocs Olímpics de Londres 2012, primera ciutat de la història en acollir 3 edicions.

Setembre
- 3 de setembre, Sant Pere de Torelló: S'aprova, en un ple extraordinari obert a la població, una moció de declaració d'independència de Catalunya[8]
- 11 de setembre, Barcelona: La Manifestació "Catalunya, nou estat d'Europa", per exigir la independència de Catalunya, amb una assistència d'1.500.000 persones.

Octubre
- 7 d'octubre: Eleccions presidencials a Veneçuela.[9]

Novembre
- 6 de novembre: Eleccions presidencials dels Estats Units.
- 13 de novembre: Eclipsi solar total (visible al nord d'Austràlia i al Pacífic Sud).[10]
- 18 de novembre, Alexandria, Egipte: Tauadros II, assumeix el càrrec de 118é papa copte i Patriarca Copte d'Alexandria.
- 20 de novembre: El grup armat Moviment 23 de març pren la ciutat congolesa de Goma a la frontera amb Ruanda.[11]
- 25 de novembre: Les Eleccions al Parlament de Catalunya, motivades per la impossibilitat del govern de Catalunya d'assolir el pacte fiscal per a Catalunya amb el govern espanyol, i influïdes per la multitudinària manifestació d'aquell onze de setembre, es converteixen en una mena de "plebiscit" sobre l'encaix de Catalunya respecte a Espanya. De resultes, l'arc parlamentari patí una sotragada, castigant els partits majoritaris - CiU i PSC - i el creixement de la resta de forces: ERC, ICV, PP, Ciutadans i l'entrada de la CUP al parlament.
- 14 de novembre: Vaga general europea.
- 18 de novembre: emissió del primer programa de la sèrie Cocineros sin estrella
- 19 de novembre: apareix l'operador de telefonia mòbil The People's Operator

Desembre
- 3 de desembre, Mindanao, Filipines: El tifó Bopha, assota l'illa matant centenars de persones.
- 9 de desembre, va néixer una nena amb el nom de Coral Ramos Girón, va néixer durant la festa ad'aniversari de la seva germana Ainhoa.
- 16 de desembre, Nova Delhi, Índiaː cas de la violació en grup d'una noia al barri de Munirka de Nova Delhi.[12]
- 21 de desembre: Últim dia del tretzè baktun (cicle de 144.000 dies) en el compte llarg del calendari maia.
- 31 de desembre: Finalitza el primer període del Protocol de Kyoto.

Data desconeguda
- La Xina llançarà la nau espacial Kuafu.[13]
- Sequoia, supercomputador construït per IBM per a l'Administració Nacional de Seguretat Nuclear es completarà, aconseguint un pic de rendiment de 20 petaflops.[14]
- El ferrocarril Kars-Tbilisi-Bakú al Caucas està programat per ser completat el 2012.[15]

### Cinema i televisió
| M/d   | Direcció            | Títol         | Gènere     |
| ----- | ------------------- | ------------- | ---------- |
| 09/29 | Marta Alonso        | La vida dolça | documental |
| 10/04 | Thanos Anastopoulos | I Kori        | drama      |
| 09/20 | Tobias Lindholm     | Kapringen     | drama      |

Categoria principal: Pel·lícules del 2012

### Música
| M/d   | Artistes                   | Títol                                 | Estil       |
| ----- | -------------------------- | ------------------------------------- | ----------- |
| 02/14 | Els Amics de les Arts      | Espècies per catalogar                | pop         |
| 10/09 | Antònia Font               | Vostè és aquí                         | pop         |
|       | La Iaia                    | Les ratlles del banyador              | pop         |
| 11/13 | Pep Laguarda & The Reisons | Plexison impermeable                  | pop         |
| 05/29 | Pastora                    | Una altra galàxia                     | electropop  |
| 04/17 | Sílvia Pérez Cruz          | 11 de novembre                        | cançó       |
|       | Txarango                   | Benvinguts al llarg viatge            | mestissatge |
| 05/14 | Metallica                  | The 30th Anniversary Celebration (EP) | metal       |

Categoria principal: Discs del 2012
Aquest any es fundà el grup estatunidenc de rock Greta Van Fleet.
El 9 de desembre, Dmitri Batin estrenà l'òpera Malakhítovaia xkatulka.

### Premis Nobel
| Camp                  | Guardonats                          |
| --------------------- | ----------------------------------- |
| Física                | - Serge Haroche - David J. Wineland |
| Química               | - Robert Lefkowitz - Brian Kobilka  |
| Medicina o Fisiologia | - John B. Gurdon - Shinya Yamanaka  |
| Literatura            | - Mo Yan                            |
| Pau                   | - Unió Europea                      |
| Economia              | - Alvin E. Roth - LLoyd Shapley     |

### Tecnologia i videojocs
El primer congrés de City Protocol tingué lloc a Barcelona.

## Naixements i defuncions

### Naixements
| M/d   | Nom i llinatges  | Activitat   | Origen | M.   |
| ----- | ---------------- | ----------- | ------ | ---- |
|       | Alan Kurdi       | migrant     | kurd   | 2015 |
| 02/23 | Estela de Suècia | aristòcrata | sueca  |      |

Les persones nascudes el 2012 faran 13 anys durant el 2025.

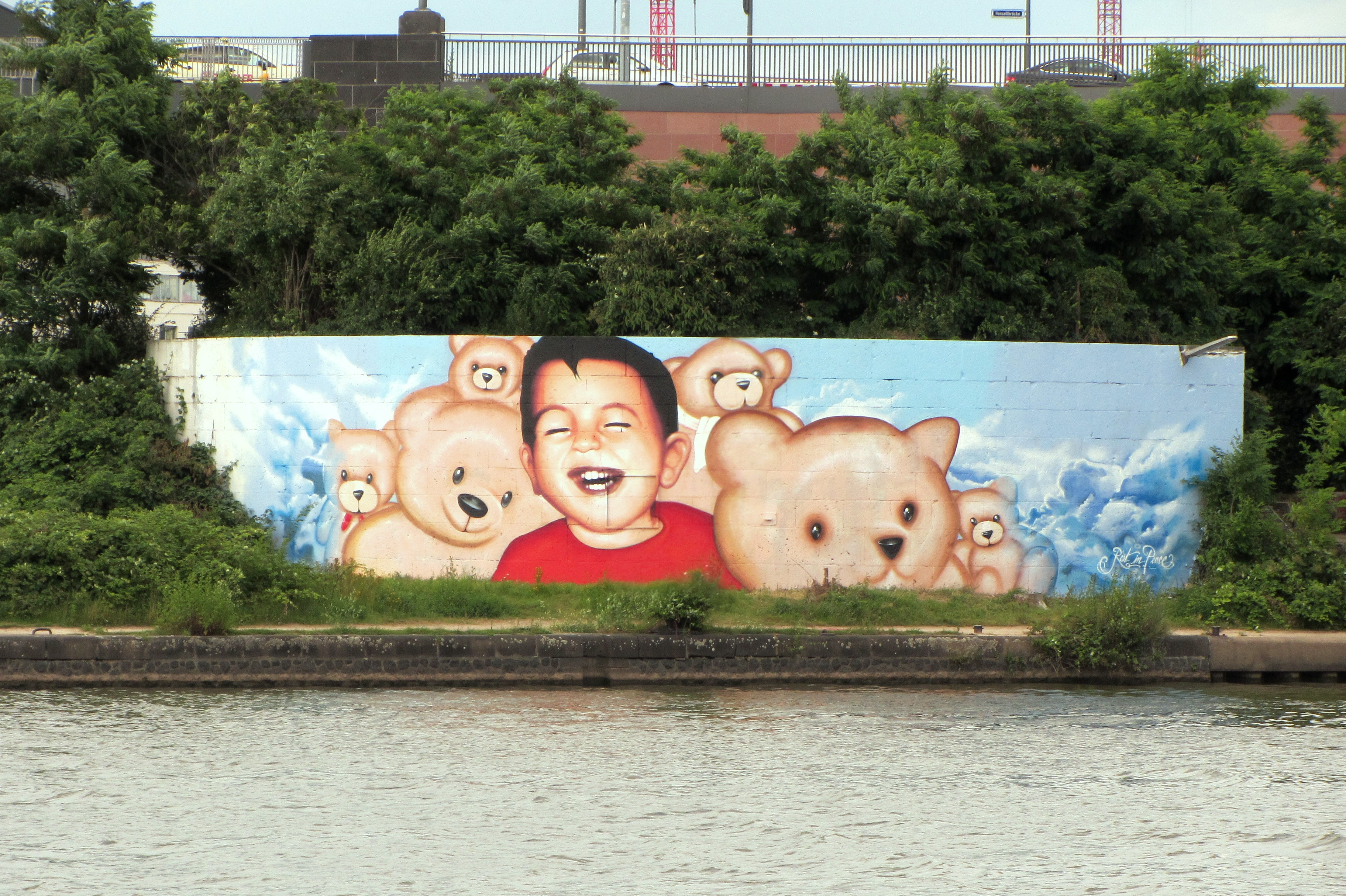
Alan Kurdi
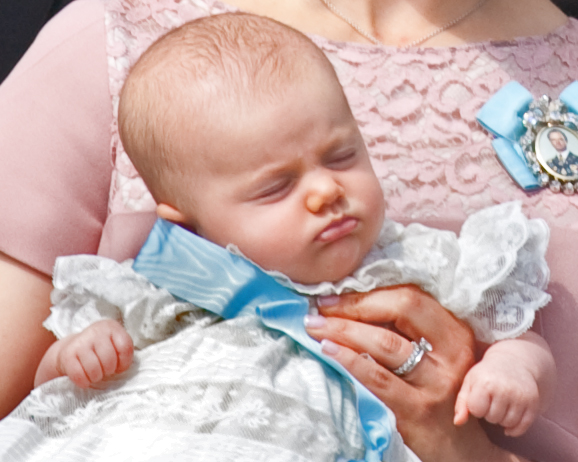
Estela de Suècia

### Defuncions
| M/d   | Personalitat                 | Activitat  | Origen       | E   |
| ----- | ---------------------------- | ---------- | ------------ | --- |
| 08/29 | Francisco Abad Abad          | activiste  | novelder     | 89  |
| 06/03 | Josep Lluís Bausset i Ciscar | activiste  | valencià     | 101 |
| 11/26 | Joan Boix Masramon           | cantautor  | barceloní    | 64  |
| 06/03 | Carol Abrams                 | productora | novaiorquesa | 69  |
| 09/24 | Pierre Adam                  | ciclista   | parisenc     | 88  |

Categoria principal: Morts el 2012
Entre les morts destacades de l'any hi ha la de l'arquitecte Oscar Niemeyer, l'artiste Antoni Tàpies, les cantants Whitney Houston, Etta James i Chavela Vargas, el compositor Ramon Ramos, l'escriptor Ray Bradbury, l'escultor Andreu Alfaro, el pianiste Dave Brubeck o el sitariste Ravi Shankar.

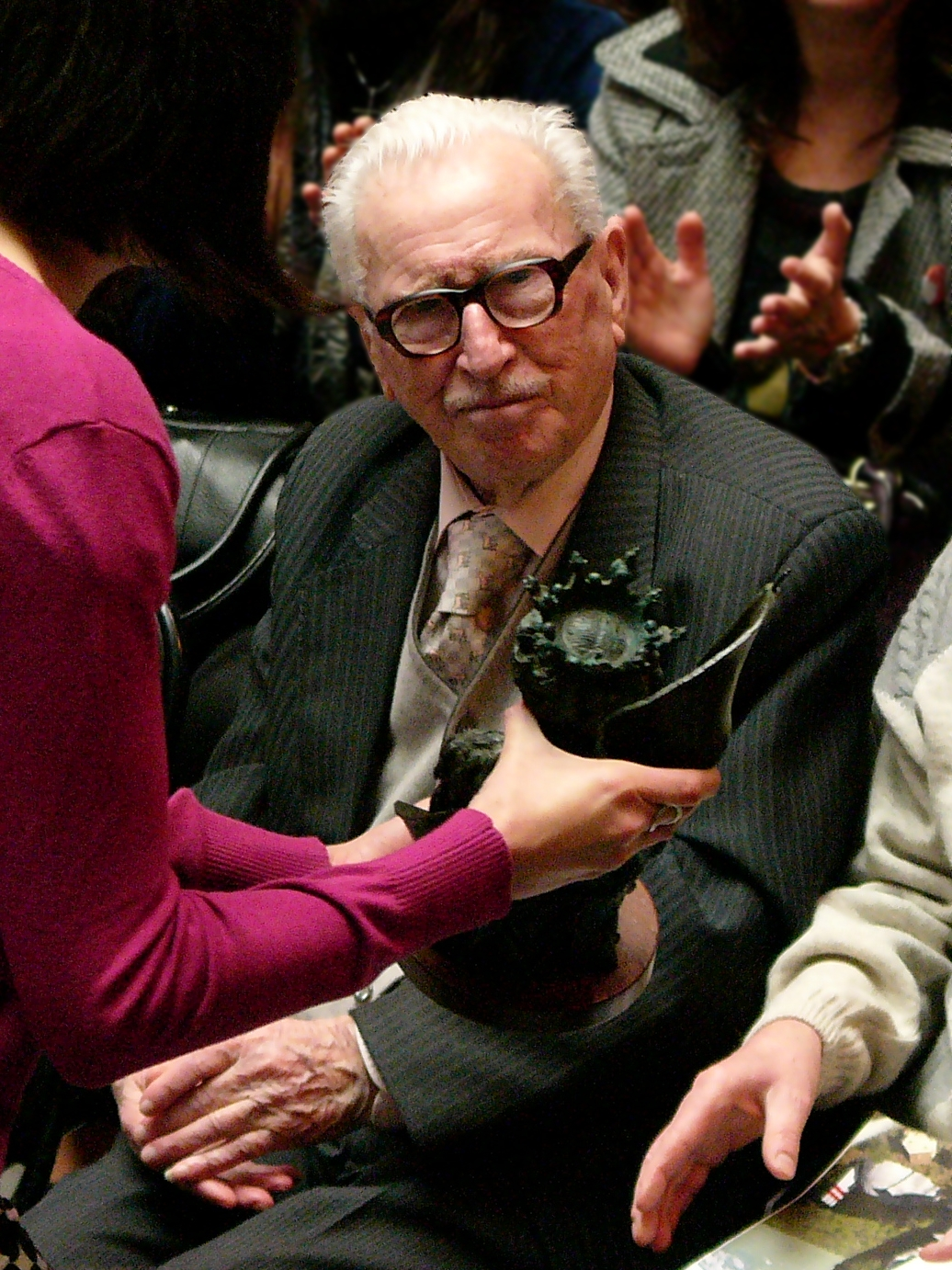
Josep Lluís Bausset

Països Catalans
- 2 de gener, Rennes: Mathilde Bensoussan (de soltera Matilde Tubau), filòloga i traductora francesa d'origen català (n. 1929).[16]
- 16 de gener, Barcelona: Carlos Pujol Jaumeandreu, poeta, traductor, editor i historiador català (n. 1936).
- 27 de gener, Alacant: Asunción Cruañes Molina, política valenciana (n. 1925).[17]
- 28 de gener, Barcelona: Mercè Pàniker i Alemany, empresària i activista social catalana (n. 1920).[18]
- 31 de gener, Lleó, Espanya: Fabià Estapé i Rodríguez, economista polític, professor universitari català (n. 1923).
- 6 de febrer: 
  - Antoni Tàpies, pintor i escultor, representant de l'informalisme, i teòric de l'art català (87 anys).
  - L'Alguer, Itàlia: Maria Chessa Lai, rimadora sarda en alguerès, i figura assai destacada de la cultura catalana a Sardenya (n. 1922).[19]
- 4 de març: Felícia Fuster i Viladecans, poeta, pintora i traductora catalana (n. 1921).[20]
- 13 de març, Granada, Espanya: Teresa Pàmies i Bertran, escriptora catalana (92 anys).[21]
- 27 de març, Barcelona: Lluïsa Granero i Sierra, escultora catalana (n. 1924).[22]
- 19 de juny, Barcelona: Emili Teixidor i Viladecàs, pedagog, periodista i escriptor en llengua catalana. (78 anys).
- 30 de juny, La Vall de Boí: Toni Nadal i Segura, meteoròleg de TV3 (n. 1971).
- 3 de juliol, Buenos Aires: Adolfo Teodoro Álvarez, militar
- 23 de juliol, Barcelona:
  - Esther Tusquets Guillén, escriptora i editora catalana en castellà.[23]
  - Paco Morán, actor.
- 30 de juliol, Dublín: Maeve Binchy, escriptora i periodista irlandesa (n. 1940).[24]
- 4 de setembre: Lola Bosshard, pintora valenciana.[25]
- 13 de setembre, Gandia, País Valencià: Francesc Candela i Escrivà, advocat i polític valencià, referent del valencianisme d'esquerra a la comarca de la Safor.[26]
- 23 de setembre, Manāslu, Nepal: Martí Gasull i Roig, activista de la llengua catalana.
- 10 d'octubre: Barcelona: Oriol Casassas i Simó, pediatre català.
- 11 de novembre, Barcelona: Maria Ferret i Espanyol, fundadora del Moviment Escolta i Guiatge de Mallorca (n. 1924).[27]
- 26 de desembre, Calonge, Baix Empordà: Dolors Hubach i Vilarrodà, mestra catalana.
- 31 de desembre: Moisès Broggi i Vallès, metge (n. 1908).

Resta del món
- 4 de gener, Londres: Eve Arnold, fotoperiodista estatunidenca que va treballar per a l'agència Magnum (n. 1912).[28]
- 5 de gener, Sant Diego, Califòrnia: Frederica Sagor Maas, guionista de cinema nord-americana (n. 1900).[29]
- 13 de gener, Belgrad, Sèrbia: Miljan Miljanić, futbolista i entrenador iugoslau (81 anys).
- 14 de gener:
  - Sant Sebastià, País Basc: Txillardegi, escriptor, polític i fundador d'ETA (82 anys).
  - Lahore: Arfa Karim, estudiant i nena prodigi pakistanesa.
- 15 de gener, 
  - Madrid, Espanya: Manuel Fraga Iribarne, polític i diplomàtic espanyol (89 anys).
  - Vadodara, Índia: Homai Vyarawalla –Dalda 13–, primera dona fotoperiodista de l'Índia (n.1913).[30]
- 16 de gener:
  - Amsterdam, Països Baixos: Gustav Leonhardt, clavecinista i director d'orquestra neerlandès (83 anys).
  - Santander, Cantàbria: Juan Carlos Pérez López, futbolista espanyol (66 anys).
- 20 de gener, Los Angeles: Etta James –Jamesetta Hawkins–, cantant estatunidenca de blues, soul, gospel, jazz… (n. 1938).[31]
- 31 de gener, Manhattan, Nova York: Dorothea Tanning, pintora, il·lustradora, escultora i escriptora estatunidenca (n. 1910).[32]
- 1 de febrer, Cracòvia (Polònia): Wisława Szymborska, poeta polonesa, Premi Nobel de Literatura de l'any 1996 (n. 1923).[33]
- 6 de febrer, Pacific Palisades, Califòrnia: Norma Merrick Sklarek, arquitecta afroamericana (n. 1926).[34]
- 11 de febrer - Beverly Hills (EUA): Whitney Houston, cantant nord-americana.[35]
- 19 de febrer, 
  - La Jolla, Califòrnia (EUA): Renato Dulbecco, biòleg estatunidenc d'origen italià, Premi Nobel de Medicina de 1975 (n. 1914).
  - New Haven: Ruth Barcan Marcus, filòsofa i lògica estatunidenca, especialista en lògica modal (n. 1921).[36]
- 10 de març, 
  - París, França: Jean Giraud “Moebius”, dibuixant de còmics i il·lustrador francès.
  - Atenes: Domna Samiou, cantant i investigadora de la música popular grega (n. 1928).[37]
- 13 de març, Cochabamba, Bolívia: Domitila Chúngara, líder obrera i feminista boliviana (n. 1937).[38]
- 21 de març, Santarcangelo di Romagna, Itàlia: Tonino Guerra, escriptor i guionista italià (92 anys).
- 27 de març, Santa Cruz, Califòrnia (EUA):  Adrienne Rich, poeta, intel·lectual, crítica i activista lesbiana estatunidenca.(n. 1929)[39]
- 1 d'abril, Naples, Florida, EUA: Giorgio Chinaglia, futbolista italià (n. 1947).[40]
- 7 d'abril - New Haven: Mike Wallace, periodista, guionista i actor estatunidenc (n. 1918).
- 14 d'abril, Pescara, Itàlia: Piermario Morosini, futbolista italià (25 anys).
- 28 d'abril, Santander, Espanya: Matilde Camus poetessa i investigadora (96 anys).[41]
- 1 de maig, Fragstaff, EUA: Alexander Dale Oen, nedador noruec (26 anys).[42]
- 15 de maig, Ciutat de Mèxic, Mèxic: Carlos Fuentes Macías, advocat i escriptor mexicà (83 anys).[43]
- 17 de maig, Key West, Florida: Donna Summer, cantant i compositora musical afroamericana (n. 1948).[44]
- 27 de maig, EUA: Johnny Tapia, boxador.
- 30 de maig, Cambridge, Cambridgeshire, Anglaterra: Sir Andrew Fielding Huxley, metge, biofísic i professor universitari anglès guardonat amb el Premi Nobel de Medicina o Fisiologia l'any 1963 (n. 1917).[45]
- 6 de juny, Los Angeles, Califòrnia: Ray Bradbury, escriptor de ciència-ficció (81 anys).[46]
- 6 de juny, Rio de Janeiro, Brasil: Anna Maria Niemeyer, arquitecta, dissenyadora i galerista brasilera (82 anys).
- 7 de juny, València: Manuel Preciado Rebolledo, futbolista i entrenador càntabre (55 anys).
- 12 de juny, Bloomington, Indiana (EUA): Elinor Ostrom, economista estatunidenca, Premi Nobel d'Economia de l'any 2009 (n. 1933).[47]
- 13 de juny, Chesterfield (Missouri), EUA: William Standish Knowles, Premi Nobel de Química de l'any 2001 (95 anys).[48]
- 14 de juny, Arcadia, Califòrnia: Marjorie Hyams, música de jazz estatunidenca, vibrafonista, pianista, bateria i arranjadora (n. 1920).[49]
- 15 de juny: Anouar Abdel-Malek, científic i polític egipci-francès d'ascendència copta.
- 26 de juny, Nova York, EUA: Nora Ephron, productora, guionista i directora de cinema nord-americana (n. 1941).[50]
- 30 de juny, Tel-Aviv, Israel: Yitshaq Xamir, primer ministre d'Israel de 1983 a 1984 i de 1986 a 1992 (96 anys).[51]
- 23 de juliol, 
  - Christchurch: Margaret Mahy, escriptora neozelandesa de llibres per a infants i joves (n. 1936).[52]
  - La Jolla, Califòrnia: Sally Ride, física estatunidenca i astronauta, primera dona nord-americana a viatjar a l'espai (n. 1951).[53]
- 5 d'agost, 
  - Cuernavaca, Mèxic: Chavela Vargas, cantant mexicana d'origen costa-riqueny.[54]
  - Varsòvia, Polònia: Erwin Axer, director de teatre escriptor i professor universitari polonès (95 anys).
- 16 d'agost, París: Martine Franck, fotògrafa belga, membre de l'Agència Magnum (n. 1938).[55]
- 25 d'agost, Columbus, Ohio, Estats Units: Neil Alden Armstrong, astronauta, pilot de proves, enginyer aeronàutic, professor d'universitat i aviador naval estatunidenc. Va ser la primera persona a trepitjar la Lluna (82 anys).
- 27 d'agost, Madrid: Aurora Bautista, actriu espanyola de formació teatral i èxit cinematogràfic (n. 1922).[56]
- 10 de setembre, Santiago de Xile: Raquel Correa, periodista xilena (n. 1934).[57]
- 13 de setembre, Ankara, Turquiaː Dilhan Eryurt, astrofísica turca que treballà per a la NASA en la missió Apollo 11 (n. 1926).[58]
- 16 de setembre: Roman Kroitor, cineasta canadenc.
- 18 de setembre, Madrid: Santiago Carrillo Solares, secretari general del Partit Comunista d'Espanya (PCE).[59]
- 12 d'octubre, Praga, República Txeca: Břetislav Pojar, titellaire, animador i director cinematogràfic txec.
- 17 d'octubre: Amsterdam (Països Baixos): Sylvia Kristel actriu neerlandesa (n. 1952).
- 21 d'octubre: Sioux Falls, Dakota del Sud (EUA) :George McGovern, polític i historiador estatunidenc (n. 1922)[60]
- 26 d'octubre: L'Havana, Cubaː Eloy Gutiérrez Menoyo, guerriller cubà i anticastrista (n. 1934).[61]
- 27 d'octubre: Dresden, Alemanya: Hans Werner Henze, compositor alemany (n. 1926).[62]
- 31 d'octubre, Milà: Gaetana Aulenti, arquitecta italiana (n. 1927).[63]
- 5 de novembre: Nova York (EUA): Elliott Carter, compositor estatunidenc (n. 1908) (103 anys).[64]
- 23 de novembre, Dallas, EUA: Larry Hagman, actor nord-americà (n. 1931).
- 26 de novembre, Boston, Massachusetts (EUA): Joseph Edward Murray, cirurgià estatunidenc, Premi Nobel de Medicina o Fisiologia de l'any 1990 (n. 1919).
- 10 de desembre, Burgdorf, Berna: Lisa della Casa, soprano suïssa (93 anys).[65]
- 11 de desembre, Sant Petersburg, Rússia: Galina Vixnévskaia, soprano russa (n. 1926).[66]
- 15 de desembre, Sanà: Jamala al-Baidhani, activista iemenita que donà suport a les dones amb diversitat funcional.[67]
- 29 de desembre, Moscou, Rússia: Aleksandra Akimova, navegant d'esquadró russa (n. 1922).[68]
- 30 de desembre, Roma, (Itàlia): Rita Levi-Montalcini, neuròloga italiana, Premi Nobel de Medicina o Fisiologia de l'any 1986 (n. 1909)[69]

## 2012 en la ficció
Entre les pel·lícules distòpiques ambientades en 2012 hi ha Acción mutante (1993).